# Jurij Aleksandrovič Antipov
Jurij Aleksandrovič Antipov, sovjetski letalski častnik, vojaški pilot in letalski as, * 21. februar 1915, † 4. junij 1997. 
Antipov je v svoji vojaški karieri dosegel 7 samostojnih zračnih zmag.

## Življenjepis
Opravil je 200 bojnih poletov s Jak-3.

## Odlikovanja
- izkušeni letalec ZSSR
- heroj Sovjetske zvez (1957)